# Agent for H.A.R.M.
Agent for H.A.R.M. és un thriller d'espies i de ciència-ficció estatunidenc dirigit per Gerd Oswald el 1966. Protagonitzat per Peter Mark Richman. És un dels thrillers d'espies de l'època amb elements de ciència-ficció. Es pretenia originalment que aquesta pel·lícula servís com pilot de televisió per una nova sèrie d'agents secrets. Tanmateix, més tard es va decidir que s'estrenaria al cinema. Inicialment sortia amb una segona part, Wild Wild Winter.

## Argument
Adam Chance (Peter Mark Richman), treballa per una agència americana, H.A.R.M. (Human Aetiological Relations Machine). Se l'assigna per protegir Dr. Jan Steffanic (Carl Esmond), un desertor soviètic que ha desenvolupat una nova arma que dispara espores que entren en contacte amb la pell i lentament desgasten el cos.
Després de la seva arribada als EUA, el Dr. Steffanic és portat en detenció preventiva pel H.A.R.M. a una casa de la platja juntament amb la seva neboda i un agent que desenvolupa un antídot. Aquí es revela el pla real dels comunistes, que ha de descobrir els cultius americanes d'aquestes espores mortals. Durant aquest temps Chance s'enamora de la neboda de Steffanic Ava Vestok (Barbara Bouchet), que més tard es descobrirà que és una espia comunista. Després la casa és assaltada i el Dr. Steffanic és segrestat per espies europeus i portat a un magatzem.
Chance finalment entra i té lloc una baralla amb trets en la qual Steffanic resulta ferit i mor per les espores.

## Repartiment
- Peter Mark Richman: Adam Chance
- Carl Esmond: professor Janos Steffanic, l'agent soviètic
- Barbara Bouchet: Ava Vestok